# 北胶莱河
北胶莱河，位于中国山东省东部，是胶莱河流入莱州湾的河道，南起自平度市万家镇南姚家村东与南胶莱河分水，西北沿平度市与高密市和昌邑市边界以及昌邑市与莱州市边界，最后入莱州湾。全长109公里，流域面积3978平方公里。途纳柳沟河、五龙河、北胶新河和泽河等支流。